# اوتینی-لو-گران
اوتینی-لو-گران (به فرانسوی: Autigny-le-Grand) یک کمون در فرانسه است که در اوت-مارن واقع شده‌است. اوتینی-لو-گران ۳٫۵۹ کیلومتر مربع مساحت دارد ۱۷۹ متر بالاتر از سطح دریا واقع شده‌است.